# The Walt Disney Company

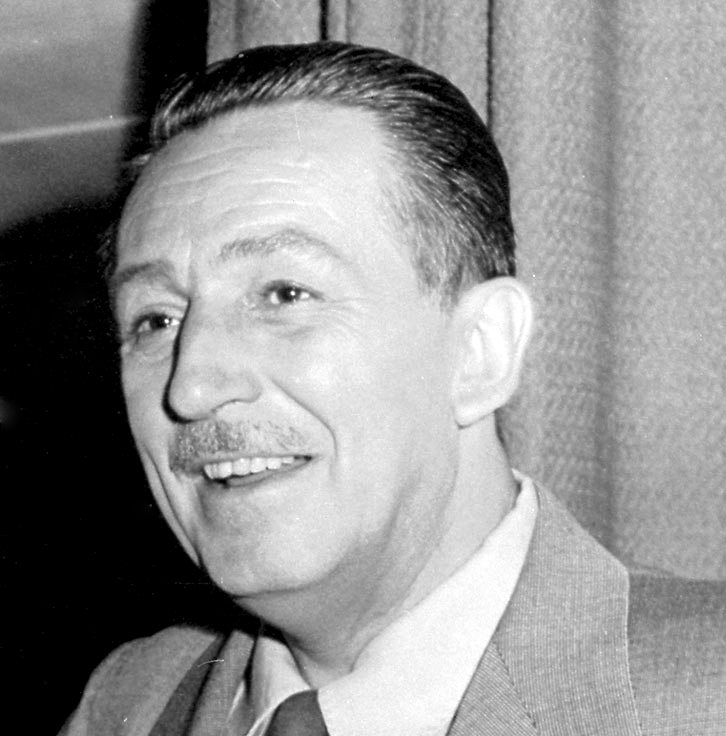
Walt Disney, de man met wie het allemaal begon

The Walt Disney Company (Disney en Disney Associates) is een van de grootste mediaconglomeraten ter wereld, de grootste wereldwijde exploitant van themaparken en een marktleidende producent en distributeur van animatiefilms.
Disney is opgericht op 16 oktober 1923 door Walt Disney en zijn broer Roy Oliver Disney als de The Disney Brothers Studio en heeft de meeste jaren van zijn bestaan Walt Disney Productions geheten. Pas op 6 februari 1986 kreeg het bedrijf de huidige bedrijfsnaam, die een neutraler beeld van het concern moest geven.
Het concern heeft sinds 2 januari 1962 een beursnotering aan de New York Stock Exchange en maakt deel uit van de Dow Jones Industrial Average-index. Het hoofdkantoor is gelegen in de Walt Disney Studios in Burbank, Californië.

## Bedrijfsonderdelen
Per 14 maart 2018 is The Walt Disney Company verdeeld over vier bedrijfsonderdelen.
1. Walt Disney Studio Entertainment, dat voornamelijk films en muziek produceert;
2. Walt Disney Parks, Experiences and Consumer Products, dat de themaparken beheert;
3. Media Networks, waarbinnen radio en televisie ontwikkeld worden en
4. Direct-To-Consumer and International, dat de consumentenproducten, Disney+, games etc. van Disney overziet.

### Studio Entertainment
Studio Entertainment, ook wel bekend als Walt Disney Studios, wordt geleid door Alan F. Horn. Het bedrijfsonderdeel bevat de Buena Vista Motion Pictures Group, een groep van filmbedrijven, inclusief Walt Disney Pictures, Touchstone Pictures en Hollywood Pictures. Miramax Films is ook onderdeel van deze groep, alleen opereert autonoom vanuit New York. Het bedrijfsonderdeel bevat ook de Buena Vista Music Group, waar onder andere Walt Disney Records, Mammoth Records, Lyric Street Records en Hollywood Records in verenigd zijn. Verder bevat The Walt Disney Studios ook nog Walt Disney Theatrical Productions (voorheen Buena Vista Theatrical Productions), Buena Vista International, Buena Vista Home Entertainment en Buena Vista Home Entertainment International.
Walt Disney Studios, de belangrijkste filmstudio van Disney en tevens het hoofdkantoor, is de enige, grote Hollywood-productiestudio die nog nooit tours heeft gegeven voor het publiek. Dicht bij de Walt Disney Studios liggen de studiofaciliteiten van Warner Bros., dat net als Disney het hoofdkantoor in Burbank heeft staan.

#### Animatie
Een van de succesvolste onderdelen van Studio Entertainment is Walt Disney Animation Studios, verantwoordelijk voor een groot aantal klassieke en traditionele animatiefilms zoals Sneeuwwitje, Bambi en The Lion King.
Vóór de release van Paniek op de Prairie werd er door het management aangekondigd dat de studio voortaan enkel nog maar computergeanimeerde films zou gaan produceren en de allereerste volledig door Disney geproduceerde computeranimatiefilm was Chicken Little, die uitkwam op 4 november 2005. Echter, na het vertrek van voormalig CEO Michael Eisner, de fusie met Pixar Animation Studios en de aanstelling van Ed Catmull als president van "Disney Pixar Animation" is de restrictie tot één animatie-medium opgeheven en werd met de The Princess and the Frog de traditioneel geanimeerde Disney-film weer voortgezet.

### Parken en Resorts

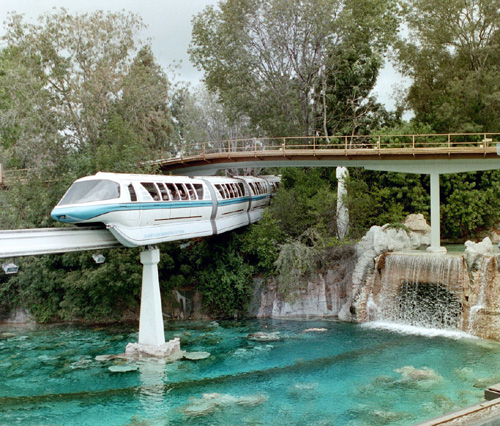
Monorail in Disneyland, Californië

Disney heeft meerdere themaparken: Disneyland Resort (Californië, 1955), Walt Disney World Resort (Florida, 1971), Disneyland Paris (1992), Tokyo Disney Resort (1983), Hong Kong Disneyland Resort (2005) en Shanghai Disney Resort (2016). Naast alle resorts en themaparken heeft het concern ook nog een cruiselijn, Disney Cruise Line, en een vakantieclub, Disney Vacation Club.
De divisie is opgericht in 1973 toen het tweede resort van Disney, Walt Disney World Resort in Florida, zijn deuren opende. Binnen de organisatie kwam toen de noodzaak naar boven om een aparte divisie op te richten voor de bestaande parken en toekomstige parken. Deze nieuwe divisie moest voortaan exclusieve zorg aan het nieuwe park en het al bestaande Disneyland gaan geven en ervoor zorgen dat de parken een belangrijk onderdeel van het concern bleven.

### Media Networks
Dit bedrijfsonderdeel is om de American Broadcasting Company (ABC) heen gebouwd; Disney heeft ABC in 1996 verkregen door een fusie met Capital Cities/ABC. Disney werd daarmee als een van de eerste studios actief op het gebied van distributie via bioscopen, kabel TV, radio- en TV stations en telefoon. Verder bezit Disney ook nog de Disney Channel, ESPN, ABC Family (Jetix), Toon Disney, Lifetime en SOAPnet. Disney heeft ook nog vele televisie-investeringen gemaakt in A&E (37,5%) en E! Entertainment (39,6%).
Via ABC bezit Disney nog tien regionale televisiezenders en eenenzeventig regionale radiostations, waaronder ESPN Radio, Radio Disney en ABC Radio News gebruik van maken. Buena Vista Television is onder andere producent van Who Wants To Be a Millionaire? en ABC Television Studio is het meest bekend van Desperate Housewives en Lost.
Naast al deze televisie en radioactiviteiten heeft Disney tevens de uitgeverij Hyperion in bezit, die onder andere bekend is geworden door auteurs als Steve Martin, Brooke Shields en Mitch Alborn. De Walt Disney Internet Group beheert Go.com, een evolutie van de in 1998 gekochte zoekmachine Infoseek en grote sites als Disney.com, ESPN.com en ABCNews.com.
In Nederland zijn er drie zenders van Disney, Disney Channel, Disney XD en Disney Junior. Disney XD is in heel Nederland tot 18.00 uur te ontvangen op het kanaal van Veronica.

### Consumer Products & Interactive Media
Alle Disney-merchandising en Disney-licenties gaan via deze divisie. Disney Publishing Worldwide wordt tevens beheerd vanuit deze divisie, die onder andere Disney-kinderboeken en -stripverhalen uitbrengt. Sinds 2004 maken de Jim Henson-karakters, de Muppets, ook deel uit van deze divisie. De films worden echter geproduceerd binnen de Studios Entertainment-divisie. Op 31 december 2009 nam Disney, Marvel Entertainment over voor US$ 4,24 miljard. Marvel staat bekend om actiefiguren als Spider-Man, X-Men, Fantastic Four, Iron Man en Incredible Hulk.

### Resultaten
Het bedrijf heeft een gebroken boekjaar dat eindigt per ultimo september. De grootste activiteit is het bedrijfsonderdeel Media Networks dat ongeveer 40% van de totale omzet vertegenwoordigt en ongeveer de helft van de bedrijfswinst. De parken en resorts hebben een aandeel van een derde in de totale omzet en dragen circa een vijfde bij aan het totale bedrijfsresultaat. Vanaf 20 maart 2019 draagt Twenty-First Century Fox, Inc., hernoemd tot TFCF Corporation (TFCF), bij aan de resultaten. In 2020 leed het bedrijf voor het eerst sinds 40 jaar een verlies. Dit was vooral een gevolg van de coronapandemie waardoor de parken werden gesloten en de cruiseschepen niet meer konden varen.
| Jaar | Omzet           | Netto- resultaat |
| Jaar | (× US$ miljard) | (× US$ miljard)  |
| ---- | --------------- | ---------------- |
| 2002 | 25,3            | 1,2              |
| 2005 | 31,9            | 2,6              |
| 2010 | 38,1            | 4,3              |
| 2011 | 40,9            | 5,3              |
| 2012 | 42,3            | 6,2              |
| 2013 | 45,0            | 6,6              |
| 2014 | 48,8            | 8,0              |
| 2015 | 52,2            | 8,8              |
| 2016 | 55,6            | 9,4              |
| 2017 | 55,1            | 9,0              |
| 2018 | 59,4            | 12,6             |
| 2019 | 69,6            | 10,4             |
| 2020 | 65,4            | −2,8             |
| 2021 | 67,4            | 2,0              |
| 2022 | 82,7            | 3,1              |
| 2023 | 88,9            | 2,4              |

## Geschiedenis
Disney wordt ook wel gezien als de grootste, onafhankelijke filmproducent ter wereld, aangezien het bedrijf nog nooit overgenomen is en geen onderdeel is (geweest) van een groter moederbedrijf. Tot begin 2006 stond DreamWorks SKG echter officieel bekend als het enige, onafhankelijke top tien filmproductiebedrijf, omdat Disney door de jaren heen uitgegroeid is tot een mediaconglomeraat. In het begin van 2006 werd DreamWorks overgenomen door Viacom (moederbedrijf van Paramount Pictures), waardoor Disney nog de enige is die de titel kan claimen.

### Dreigende overname door Comcast
Op 11 februari 2004 deed het grootste kabelbedrijf van de Verenigde Staten, Comcast een bod van US$ 66 miljard op Disney. Dit zou van Comcast het grootste mediaconglomeraat ter wereld maken en Time Warner naar een tweede plaats stoten. Nadat Disney het bod afgewezen had en de aandeelhouders van Comcast duidelijkheid van hun bestuur eisten, trok Comcast in april het bod weer in.

### Overname van Star Wars en Lucasfilm Ltd.
Disney nam anno 2012 Lucasfilm Ltd over van George Lucas voor 4 miljard dollar. Hiermee kocht Disney de rechten op van Star Wars en Indiana Jones. Disney maakte bij de overname bekend dat het voor Star Wars een sequel-trilogie wilde afleveren. In 2015 kwam The Force Awakens uit, twee jaar later gevolgd door The Last Jedi uit, dit is het achtste deel uit de Star Wars-filmfranchise. De totale opbrengst van alle Star War films was zo'n US$ 8,5 miljard per eind 2017, waarvan circa US$ 3,5 miljard voor film uitgebracht onder beheer van The Walt Disney Company. In december 2019 kwam nummer IX, The Rise of Skywalker uit.
Disney had al een samenwerkingsverband met George Lucas op het gebied van de pretparken in de Verenigde Staten. Daar werden Star Warsparades gehouden met verklede Star Warskarakters. Ook waren er Disneykarakters (zoals Donald Duck of Mickey Mouse) verkleed als Star Warskarakters (zoals Jango Fett of Han Solo) en er kwam merchandise uit waarin Disney en Star Wars met elkaar vermengd werden. Ook waren er attracties gebaseerd op de Star Wars-saga, zoals Star Tours. Lucas zelf ging met pensioen, maar zou wel een oogje in het zeil blijven houden bij de productie van de nieuwe Star Warstrilogie.

### Overname deel activiteiten van 21st Century Fox
In december 2017 maakte het een grote transactie met 21st Century Fox bekend. Het laatste bedrijf wordt gesplitst, een deel gaat zelfstandig verder als Fox Corporation, maar het grootste deel wordt overgenomen door Disney. Disney neemt de filmstudio’s, productiehuizen en meer dan 400 internationale tv-zenders over. Verder komen het Britse Sky, Star India en Amerikaanse kabelzenders als FX en National Geographic in handen van Disney. De overnamesom was aanvankelijk US$ 52,4 miljard (circa € 44 miljard). In juni 2018 verhoogde Disney haar bod tot US$ 71 miljard. Een week eerder had Comcast ook een bod uitgebracht op 21st Century Fox ter waarde van US$ 65 miljard. Eind juni kreeg Walt Disney van het Amerikaanse ministerie van Justitie toestemming voor de overname, mits het de regionale sportzenders van Fox weer afstoot. Vanaf 20 maart 2019 is 21st Century Fox onderdeel van Disney.

## Management

### Huidig management
The Walt Disney Company heeft een zogeheten one-tier board. Hierbij is de Raad van Bestuur (Board of Directors) één orgaan waarin de leiding van de rechtspersoon in handen is van uitvoerende bestuurders, Executive Directors, en het toezicht op de leiding door niet uitvoerende bestuurders, Non-Executive Directors, verenigd zijn. Vaak is de CEO de hoogst leidinggevende van de uitvoerende bestuurders, maar Robert Iger blijf tot het eind van zijn contract (31 december 2021) aan als executive chairman om zo te zorgen voor een soepele overgang. Hieronder wordt het huidige management weergegeven:

#### Uitvoerende bestuurders[14]
Robert Iger - chief executive officer (CEO)
- - Horacio Gutierrez - senior executive vice president, hoofd juridische zaken en naleving (General counsel), Secretaris[15]
  - Hugh Johnston - senior executive vice president en chief financial officer (CFO)[16]
    - Brent Woodford - executive vice president, controllership, financial planning and tax
    - Carlos A. Gómez - senior vice president en penningmeester
    - Alexia Quadrani - senior vice president Investor Relations

  - Kristina Schake - senior executive vice president en chief communications officer
  - Jayne Parker - senior executive vice president en hoofd personeelszaken (chief human resource officer)
  - Ronald L. Iden - senior vice president en chief security officer
  - Latondra Newton - senior vice president en chief diversity officer
  - Jack Yellin - adjunct juridische zaken en chief compliance officer
  - Alan Bergman - co-voorzitter The Walt Disney Studios
  - Alan F. Horn - co-voorzitter en Chief creative officer The Walt Disney Studios
  - Josh D'Amaro - voorzitter Disney Parks, Experiences and Products
  - Kareem Daniel - president consumer products, games and publishing en stafchef van de CEO
  - Peter Rice - voorzitter Walt Disney Television en vice-voorzitter Disney media networks
  - James Pitaro - president ESPN en vice-voorzitter Disney media networks
  - Rebecca Campbell - voorzitter Direct-to-Consumer and International
  - Nancy Lee - senior vice president en stafchef van de executive chairman

#### Niet-uitvoerende bestuurders(board of directors)[14]
- Robert Iger - voorzitter
- Susan E. Arnold - onafhankelijk hoofd directeur
- Bob Chapek
- Mary T. Barra
- Safra A. Catz
- Francis A. Desouza
- Michael Froman
- Maria Elena Lagamasino
- Mark G. Parker
- Derica W. Rice

### Verleden

#### Bestuursvoorzitters
- 1945-1965: Walt Disney
- 1945-1971: Roy O. Disney
- 1971-1980: Donn Tatum
- 1980-1983: E. Cardon Walker
- 1983-1984: Raymond Watson
- 1984-2004: Michael Eisner
- 2004-2007: George Mitchell
- 2007-2012: John E. Pepper, Jr.
- 2012-heden: Robert Iger

#### CEO's
- 1960-1971: Roy O. Disney
- 1971-1976: Donn Tatum
- 1976-1983: E. Cardon Walker
- 1983-1984: Ron W. Miller
- 1984-2005: Michael Eisner
- 2005-2020: Robert Iger
- 2020-2022: Bob Chapek
- 2022-heden: Robert Iger

#### Presidenten
- 1940-1966: Walt Disney
- 1966-1968: Roy O. Disney
- 1968-1971: Donn Tatum
- 1971-1977: E. Cardon Walker
- 1980-1984: Ron W. Miller
- 1984-1994: Frank Wells
- 1995-1997: Michael Ovitz
- 2000-2012: Robert Iger

#### Executive chairmen
- 2020-heden: Robert Iger

#### COO's
- 1968-1977: E. Cardon Walker
- 1977-1983: Ron W. Miller
- 1984-1994: Frank Wells
- 1997-1999: Sanford Litvack
- 2000-2005: Robert Iger
- 2015-2016: Tom Staggs
- 2017- heden Kevin Feige

### Eisner affaire
Op 13 maart 2005 werd er door Disney aangekondigd dat Michael Eisner per 30 september 2005 definitief af zal treden als CEO, om met pensioen te gaan. Eisner kondigde zijn vertrek bij Disney al op 9 september 2004 aan. Robert Iger werd unaniem gekozen door de directie als opvolger van Eisner.
Analisten hadden deze stap van Eisner wel verwacht, omdat hij namelijk al eerder door aandeelhouders teruggefloten werd als bestuursvoorzitter van het bedrijf. Roy Edward Disney, zoon van Roy Oliver Disney, legde in 2003 namelijk zijn posities bij Disney neer, na hevige ruzie met Eisner over de gang van zaken bij het bedrijf dat zijn oom had opgericht. Roy Edward Disney en Stanley Gold begonnen direct daarna een anti-Eisner campagne, die uiteindelijk ervoor zorgde dat 43% van de aandeelhouders op de Algemene Vergadering van Aandeelhouders stemde tegen een herpositionering van Eisner als CEO en bestuursvoorzitter. Als reactie hierop kwamen de commissarissen van het bedrijf met een aanstelling van George Mitchell als de nieuwe bestuursvoorzitter en een (licht) omstreden heraanstelling van Eisner als CEO.
Sinds 8 juli 2005 hebben het concern en Roy Edward Disney hun verschillen bijgelegd en is Roy Disney weer actief binnen The Walt Disney Company geworden, tot aan zijn overlijden op 16 december 2009. Hij was tot dat moment Director Emeritus (erecommissaris, zonder stemrecht) en een adviseur aan de Raad van Bestuur. Als een reactie op deze goedmaking heeft Roy Disney zijn anti-Eisner-site (SaveDisney.com) gesloten op 7 augustus 2005.